# Europese kampioenschappen schaatsen afstanden 2020 - 1500 meter vrouwen
De Europese kampioenschappen schaatsen 2020 - 1500 meter vrouwen werd gehouden op vrijdag 10 januari 2020 in ijsstadion Thialf in Heerenveen.
Titelverdedigster was Lotte van Beek die de titel pakte tijdens de Europese kampioenschappen schaatsen 2018. Zij reed deze editie niet mee en werd opgevolgd door Ireen Wüst.

## Uitslag
| #      | Schaatser              | Land | Tijd    |
| ------ | ---------------------- | ---- | ------- |
| Goud   | Ireen Wüst             | NED  | 1.54,88 |
| Zilver | Jevgenia Lalenkova     | RUS  | 1.55,22 |
| Brons  | Jekaterina Sjichova    | RUS  | 1.55,31 |
| 4      | Melissa Wijfje         | NED  | 1.55,42 |
| 5      | Martina Sáblíková      | CZE  | 1.55,52 |
| 6      | Jelizaveta Kazelina    | RUS  | 1.55,77 |
| 7      | Joy Beune              | NED  | 1.56,41 |
| 8      | Nikola Zdráhalová      | CZE  | 1.56,82 |
| 9      | Natalia Czerwonka      | POL  | 1.57,05 |
| 10     | Francesca Lollobrigida | ITA  | 1.57,15 |
| 11     | Noemi Bonazza          | ITA  | 1.57,52 |
| 12     | Ida Njåtun             | NOR  | 1.58,44 |
| 13     | Roxanne Dufter         | GER  | 1.59,44 |
| 14     | Karolina Bosiek        | POL  | 2.00,00 |
| 15     | Sofie Karoline Haugen  | NOR  | 2.00,89 |
| 16     | Michelle Uhrig         | GER  | 2.01,31 |
| 17     | Ragne Wiklund          | NOR  | 2.01,50 |
| 18     | Ellia Smeding          | GBR  | 2.02,52 |
| 19     | Karolina Gąsecka       | POL  | 2.02,73 |